# Otiorhynchus
Otiorhynchus là một chi côn trùng trong họ Curculionidae. Phần lớn loài trong chi này, đặc biệt là Otiorhynchus sulcatus và Otiorhynchus ovatus), là loài gây hại chủ yếu, cả con ấu trùng lẫn con trưởng thành. Ấu trùng ăn rễ cây. Con trưởng thành không bay được và ăn lá cây về đêm.

## Một số loài

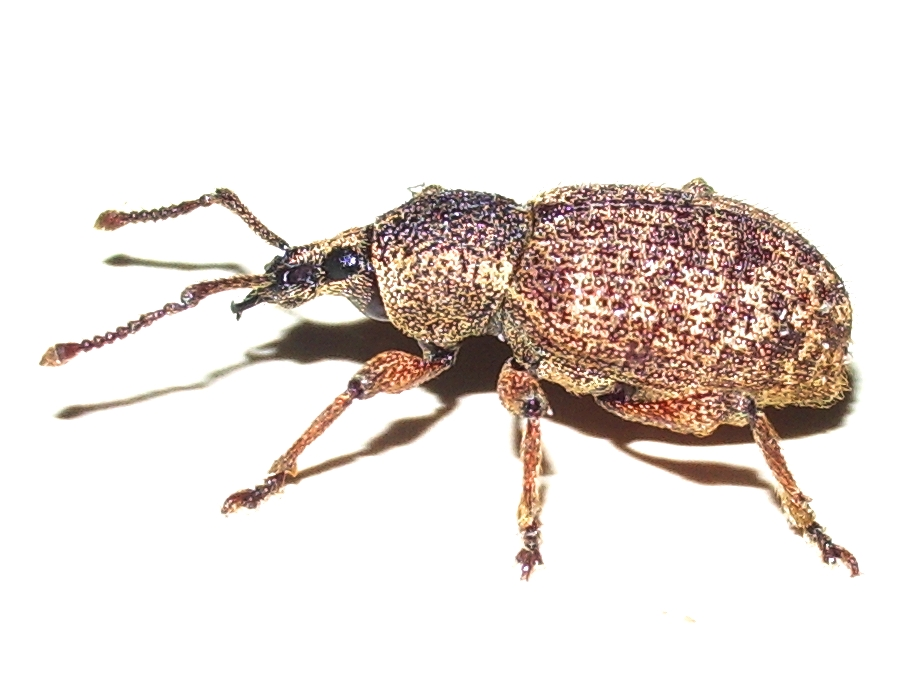

- Otiorhynchus alpicola
- Otiorhynchus arcticus
- Otiorhynchus cribricollis
- Otiorhynchus cuneiformis
- Otiorhynchus dieckmanni
- Otiorhynchus frater Styerlyn, 1861
- Otiorhynchus ligneus
- Otiorhynchus ligustici
- Otiorhynchus meridionalis
- Otiorhynchus morio Germar, 1824
- Otiorhynchus ovatus Linnaeus, 1758
- Otiorhynchus porcatus
- Otiorhynchus raucus
- Otiorhynchus sulcatus
- Otiorhynchus scaber